# Endocrinologia
L'endocrinologia è quella branca della medicina che studia il sistema endocrino, con particolare attenzione verso le patologie delle ghiandole a secrezione interna, ossia quelle il cui prodotto viene direttamente immesso nel sangue: tali prodotti prendono il nome di ormoni.
La scuola di specializzazione medica viene ufficialmente denominata in endocrinologia e malattie del metabolismo, formando infatti specialisti che abbiano maturato conoscenze teoriche, scientifiche e professionali nel campo della fisiopatologia e clinica delle malattie del sistema endocrino, comprendente anche tutto ciò che è riconducibile al metabolismo in senso lato. Gli ambiti di specifica competenza sono quindi, più in dettaglio, la fisiopatologia endocrina, la semeiotica funzionale e strumentale endocrino-metabolica; la metodologia clinica e la terapia in endocrinologia, diabetologia e andrologia; la fisiopatologia e clinica endocrina della riproduzione umana, dell'accrescimento e delle attività motorie; la fisiopatologia e clinica del ricambio con particolare riguardo all'obesità e al metabolismo glucidico, lipidico ed elettrolitico.

## Formazione
Il medico specialista in endocrinologia e malattie del metabolismo si forma conseguendo la laurea magistrale in medicina e chirurgia (della durata di 6 anni) alla quale segue il conseguimento della suddetta specializzazione (4 anni).

## Patologie di interesse endocrinologico
Gli endocrinologi clinici si interessano, in particolare, della diagnosi e cura delle seguenti patologie:

### Patologie della ghiandola ipofisaria e dell'ipotalamo
Panipopituitarismo, ipogonadismo ipogonadotropo, insufficienza surrenalica secondaria, diabete insipido centrale, iperprolattinemie, adenomi ipofisari secernenti e no, acromegalia e gigantismo, malattia di Cushing.

### Patologie della tiroide
Ad esempio noduli tiroidei, adenoma di Plummer, tumori tiroidei, ipertiroidismo da malattia di Basedow o da altre cause, ipotiroidismo, tiroiditi acute, subacute o croniche, eccetera.

### Patologie delle paratiroidi e del metabolismo del calcio
Iperparatiroidismo primario, secondario e terziario; ipoparatiroidismo congenito o acquisito; tumori paratiroidei; osteoporosi, osteomalacia e altre malattie metaboliche dell'osso.

### Patologie delle ghiandole surrenali
Insufficienza corticosurrenalica primitiva (malattia di Addison), incidentalomi surrenalici, iperaldosteronismi; adenomi surrenalici secernenti, malattia di Cushing; feocromocitoma.

### Patologie del pancreas
Diabete mellito di tipo I e II, glucagonoma, gastrinoma, eccetera.

### Andrologia (patologie dell'apparato riproduttivo maschile)
Impotenza, meglio detta disfunzione erettile, ipogonadismo maschile; infertilità maschile; disturbi dell'eiaculazione quali eiaculazione precoce o tardiva, oppure eiaculazione retrograda.

### Patologie dell'apparato riproduttivo femminile
Amenorree, sindrome dell'ovaio policistico, irregolarità mestruali, galattorrea, irsutismo, infertilità femminile o di coppia; ipogonadismo femminile, ivi compresa la menopausa e le sue complicazioni.

### Patologie della differenziazione sessuale, della crescita (auxologia), e della pubertà
Intersessi ed ermafroditismo, deficit enzimatici surrenalici congeniti o a insorgenza tardiva, telarca precoce, adrenarca precoce, pubertà precoce, ritardo puberale, ritardo costituzionale di crescita e sviluppo, difetti di crescita, nanismo. 

### Malattie poliendocrine o multisistemiche
Ipertensione arteriosa secondaria; sindromi poliendocrine autoimmuni, neoplasie endocrine multiple o MEN; tumori neuroendocrini del tratto gastrointestinale (tumori GI-NET) e di altri organi.